# Винна країна
«Винна країна» (англ. Wine Country) — американська комедія 2019 року, режисерський дебют Емі Полер.

## Сюжет
Група давніх подруг, знайомих ще з часів молодих офіціанток у піцерії, вирішує відсвяткувати 50-річчя своєї подруги Ребекки і їдє на три дні у відпустку до долини Напа, відомої виноробним промислом. Але замість того, щоб розслабитися та випити, всі борються зі своїми проблемами. Ближче до кінця їхнього туру виникає напруга. Зрештою усе закінчується добре, і останньої ночі жінки сидять і п’ють.

## У ролях
| Актор            | Роль         |
| ---------------- | ------------ |
| Емі Полер        | Еббі         |
| Мая Рудольф      | Наомі        |
| Рейчел Дратч     | Ребекка      |
| Ана Ґастейєр     | Кетрін       |
| Паула Пелл       | Вал          |
| Емілі Спайві     | Дженні       |
| Джейсон Шварцман | Девон        |
| Тіна Фей         | Таммі        |
| Черрі Джонс      | ворожка Таро |

## Критика
На Rotten Tomatoes фільм отримав оцінку 66% на основі 89 відгуків від критиків і 31% від більш ніж 500 глядачів.